# Parafia Matki Bożej Pocieszenia w Jatwiezi Dużej
Parafia pw. Matki Bożej Pocieszenia w Jatwiezi Dużej – rzymskokatolicka parafia należąca do  dekanatu Korycin, archidiecezji białostockiej, metropolii białostockiej.

## Zasięg parafii
Do parafii należą wierni z następujących miejscowości: Jatwieź Duża, Dzięciołowo i Jatwieź Mała.